# 若狭薬品
若狭薬品株式会社（わかさやくひん）は、医薬品・衛生材料・化粧品の卸売を中心とする日本の企業であった。現在は東邦薬品の共創未来グループの一社「九州東邦株式会社」である。医薬品の卸売手。地盤は九州地区。

## 概要
- 本社は福岡県福岡市中央区天神5-9-12

## 沿革
- 1914年（大正3年）7月 - 若狭薬局を開設
- 1948年（昭和23年）8月 - 株式会社若狭商店設立
- 1966年（昭和41年）5月 - 若狭薬品株式会社に社名変更
- 1989年（平成元年）5月 - 若狭薬品（株）を存続会社として福岡県の嘉穂郡庄内町の（株）ケンコー及び福岡県大牟田市の良和薬品（株）三社対等合併社名を株式会社ヤクシンと改称

## ヤクシンの営業所
（福岡事業部）
- 本社・福岡支店　福岡県福岡市東区箱崎ふ頭3丁目4-46
- 飯塚支店 福岡県飯塚市有安958-13
- 北九州支店 福岡県北九州市門司区社ノ木1丁目16-6
- 福岡西支店 福岡県福岡市西区小戸4丁目29-41
- 福岡南支店 福岡県福岡市博多区那珂5丁目7-7
- 物流センター 福岡県飯塚市有安958-13
- 八幡支店 福岡県北九州市八幡西区穴生1丁目3-13
- 飯塚支店 福岡県飯塚市有安958-13
- 大牟田支店 福岡県大牟田市三川町2丁目30
- 久留米支店 福岡県久留米市津福本町827
- 田川支店 福岡県田川市新町7-7
- 田川支店 血液センター　福岡県田川市新町7-7
- 豊前支店 福岡県豊前市大字塔田108
- 宗像営業所 福岡県福津市中央5丁目11-1

（長崎事業部）
- 壱岐出張所 長崎県壱岐市郷ノ浦町片原触1543-3
- 対馬営業所 長崎県対馬市厳原町宮谷83

## 関連会社
- 株式会社ユース

## 営業所
- 福岡市・久留米市・八幡市・甘木市・唐津市・飯塚市・長崎県下県郡

## 主な取引メーカー
- 藤沢薬品
- 三共
- 武田薬品
- 扶桑薬品
- 明治製菓